# Jacek Kazimierski
Jacek Kazimierski, né le 17 août 1959 à Varsovie, est un footballeur international polonais. Médaillé de bronze lors de la Coupe du monde 1982, il participe également à celle de 1986, au poste de gardien de but. Aujourd'hui, il entraîne les gardiens de la sélection polonaise, sous les ordres de Franciszek Smuda.

## Biographie

### Joue la Coupe du monde grâce au Legia
Formé à l'Agrykoli Varsovie, Jacek Kazimierski rejoint en 1978 le plus grand club de la capitale, le Legia. Le 26 août, il joue son premier match en première division, contre le Zagłębie Sosnowiec. Titulaire dans les cages du Legia durant neuf saisons, Kazimierski gagne en 1980 et 1981 la Coupe de Pologne et fait ses débuts en sélection la même année. Doublure de Józef Młynarczyk, il ne joue aucun match lors de la Coupe du monde 1982, que la Pologne termine à la troisième place, ni même lors de l'édition 1986. Après avoir joué pratiquement 260 matches avec Varsovie, il décide de quitter le club en 1987.

### Fin de carrière
Kazimierski signe un contrat avec le champion en titre grec, l'Olympiakos. Après des débuts réussis et une Supercoupe gagnée, ses performances sont moins bonnes et le Polonais est relégué sur le banc de touche. Quelques mois plus tard, il s'envole vers la Belgique. Au KAA La Gantoise, Kazimierski remporte la promotion en première division puis joue les places européennes, disputant chaque saison une trentaine de matches. En 1991, il met un terme à sa carrière.

### Devient entraîneur au plus haut niveau
Jacek Kazimierski ne s'écarte pourtant pas du monde du football et conseille les jeunes gardiens polonais. En juin 2007, il devient l'entraîneur des gardiens du Wisła Cracovie. Trois ans plus tard, il est appelé par le sélectionneur Franciszek Smuda pour intégrer son équipe.

## Palmarès
- Vainqueur de la Coupe de Pologne : 1980, 1981
- Médaillé de bronze à la Coupe du monde : 1982
- Vainqueur de la Supercoupe de Grèce : 1987